# Andrea Sgorlon
Andrea Sgorlon, detto Ciro (San Donà di Piave, 20 gennaio 1968), è un ex rugbista a 15 e allenatore di rugby a 15 italiano, in carriera attivo nel ruolo di terza linea ala e vincitore con l'Italia della Coppa FIRA 1995-1997.

## Biografia
Cresciuto nel San Donà, con esso esordì in campionato. I suoi successi di club sono legati tuttavia al Benetton Treviso, con il quale vinse cinque scudetti tra il 1997 e il 2003, anno del suo ritiro dalle competizioni.
In Nazionale, Sgorlon esordì sotto la gestione di Georges Coste e ne divenne un punto fermo per tutto il periodo in cui il tecnico francese rimase alla guida degli Azzurri: fece parte, infatti, della squadra che partecipò alla Coppa del Mondo di rugby 1995 in Sudafrica e, soprattutto, si laureò campione d'Europa nella finale di Coppa FIRA 1995/97 a Grenoble, in cui l'Italia batté la Francia per la prima volta nella sua storia (con il punteggio di 40-32).
Cessata l'attività agonistica, divenne allenatore in seconda del Parma, incarico che tenne per un biennio prima di passare a dirigere la selezione nazionale italiana Under-18. Successivamente, nella stagione 2007/08, diresse il San Marco di Mogliano Veneto; nell'estate 2008 entrò nello staff del Veneziamestre come allenatore in seconda e nel 2009 è divenuto co-allenatore del Parma insieme a Francesco Mazzariol.

## Palmarès
- Coppa FIRA : 1
Italia: 1995-97
- Campionati italiani: 5
Benetton: 1996-97, 1997-98, 1998-99, 2000-01, 2002-03
- Coppe Italia: 1
Benetton Treviso: 1996-97